# Sven le Sacrificateur
Pour les articles homonymes, voir Sven.
Sven le Sacrificateur (en suédois : Blot-Sven) fut le dernier roi païen de Suède et le dernier à sacrifier à Gamla Uppsala (en fr. Vieil Upsal) aux divinités de l'Ásatrú, l'ancienne religion des Scandinaves. 

## Sources
Le règne de Sven le Sacrificateur, nommé en suédois « Blot-Sven », est aussi évoqué dans la Saga de Hervor et du roi Heidrekr, dans le chapitre consacré au roi « Ingi Steinkelsson »  et dans la Saga des Orcadiens
Il y est présenté comme le frère de l'épouse de Inge l'Ancien, nommée Maer, Mär ou Mö.

## Règne
Sven règne trois ans vers 1084/1087 et est précédé — et suivi —  sur le trône par Inge Ier l'Ancien, roi « très chrétien » qui refusait de sacrifier (« sacrifier » en vieux suédois : blota) et qui, pour cette raison, ne fut pas accepté par le Thing (la diète) des Suédois à Vieil Upsal.
Après la fin du règne de Sven (tué par Inge Ier en 1087), le vieux temple d'Uppsala aurait été brûlé. Cet événement marque la fin du statut officiel de la religion des Asar en Suède.
La christianisation de la Suède fut en effet plus lente et plus tardive que dans les pays scandinaves voisins, le Danemark et la Norvège. Même si les premiers missionnaires (le plus connu étant Anschaire de Brême) étaient arrivés dès le IXe siècle et que le premier roi chrétien, Olof Skötkonung, avait été baptisé en 1008, la religion des anciens Scandinaves a probablement persisté par endroits jusqu'à la fin du XIIe siècle.

## Postérité
Après l'usurpation de Blot-Sven, son fils (?) Kol, connu également sous le nom royal d'Erik qui fut surnommé Årsäll du fait de l'abondance des récoltes pendant son règne, semble avoir également contrôlé sans doute partiellement le pays quelques années à la fin du siècle. Il fut le dernier dirigeant officiellement païen de Suède.